# Будинок Горчицьких
Будинок Горчицьких — пам'ятка архітектури місцевого значення в місті Корець, Рівненська область.
Історія долі особистостей шляхетних родин міста, які лишили великий культурний спадок нашому краю, проте залишились маловідомими. Серед них родина Горчицьких та графські маєтності.

## Будинок Горчицьких
Напроти Свято-Троїцького монастиря стоїть «славного колись роду» — будинок графів Горчицьких.
На околиці міста Корець, над самим Брест-Литовським трактом, в кінці 18-го століття князем Любомирським був збудований палац, для всіх він відомий як будинок графів Горчицьких. Це — яскравий приклад ранньо -класицистичного стилю. Палац — одноповерхова будівля з двома флігелями.
З спогадів старожилів та свідчень про родину Горчицьких, приміщення в якому жила родина з часу свого існування було князівським палацом, постоялим двором. Будинок був просторим навіть для гонорової родини шляхтичів. Тому кілька приміщень здавали постояльцям. Підвал з одного боку єврей орендував під ресторан, з іншого боку розташовувалась жандармерія. Велику залу, де зараз знаходиться абонемент ЦРБ, здавали для різноманітних торжеств. Біля будинку була лоджія з квітами. За будинком — великий фруктовий сад. Перед будинком стояли тенісні корти. «Будинок Горчицьких» і сад біля нього в 30 — тих роках минулого століття був улюбленим місцем відпочинку міщан. Кошти за оренду приносили в родину достаток, тому вистачало утримувати прислуг.
На постоялому дворі у 1846 році зупинявся Т. Г. Шевченко, який за завданням археологічної комісії відвідав місто Корець. Саме тут, біля цього будинку, до 150 — річчя від дня народження Т. Г. Шевченка був споруджений пам'ятник Кобзареві, автором якого є скульптор Л.Бізюк.
З 1939 року приміщення забрали від Горчицьких.
Після війни (1945 рік) в приміщені Горчицьких розмістили Будинок культури і Центральну районну бібліотеку.
За століття, зрозуміло, садиба втратила первісний вигляд. Зник фруктовий сад, що підступав до будинку, немає і згадки про тенісні корти (на їх місці нині клумби, пам'ятник Кобзареві). В самому будинку розібрали сцену та лоджію.
В 2000 році, до відзначення 850 — річчя міста Корця, будинок було частково реконструйовано: до нього прибудували ґанки, замінили покрівлю. В цьому ж році з 14 жовтня в правому крилі колишнього палацу розміщено Районний історичний музей.
На даний час в цьому приміщені функціонує Історичний музей та Центральна районна бібліотека.

## Про родину
Пан Горчицький був високоосвіченою людиною, знав кілька мов. Після приходу радянців у вересні 1939 року працював у державній установі Рівного перекладачем з англійської та польської мов. У родині нічого не знають про його загадкове зникнення.
Доньці пані Горчицької випала важка доля. Звиклій до розкошів панянці було нелегко пережити роки тимчасової німецько — фашистської окупації, пристосуватись до нових умов. Потім заміж вийшла, стала Ціха-Маєвською, двох синів і дочку народила. Тривалий час, аж до виходу на пенсію, трудилась, службовцем на фабриці в Катовіцах.

## Легенда
В 2003 році місто відвідала донька пані Галіції-Марії Горчицької, тепер громадянка Польщі. Адже вона все життя мріяла відвідати родинне гніздо, де провела роки дитинства та юності.
В поїздці її супроводжували обидва сини, зять, ще й онук-студент. Пані пообіцяла надіслати розповідь про Горчинських і дещо зі світлин.
Донька пані Горчицької розповіла про свою родину, звичаї, що в ній побутували. В родині зростало п'ять синів і дочок.
В цьому будинку пані Горчицька мешкала аж до початку Другої світової війни.
До речі, не бідували й близькі Горчицьких. Одна з тіток володіла особняком на лівому березі Корчика, де зараз Новокорецька школа, дядько був власником кам'яного кар'єру в селі Мухарів, іншим родичам графа належали престижні будівлі в місті та за його межами.
Берегиня роду Горчинських рано померла, її поховали на польському кладовищі в родинному склепі.
Зі спогадів ксьондза костелу Святого Антонія в Корці отця Вальдемара: «Пані Горчицька доживала своє життя дуже бідною, голодною і хворою, поскільки вона залишилась у Корці до початку Другої світової війни, а вся родина виїхала в Польщу. Без тепла, без їжі, вона поневірялась по місту. По всіх ймовірностях похована пані Горчицька в Корці на польському кладовищі в родинному склепі. Зруйнований пам'ятник склали частинами, відреставрували силами польської громади».
Із спогадів Лідії Устименко, жительки села Жадківка: «В 2003 році приїздила племінниця Марії Горчицької з родиною. Вони вдячні, що приміщення на лежить бібліотеці, що не дали зруйнувати „осколок“ родини Горчицьких».